# Dubberly
Dubberly é uma vila localizada no estado americano de Luisiana, na Paróquia de Webster.

## Demografia
Segundo o censo americano de 2000, a sua população era de 290 habitantes.
Em 2006, foi estimada uma população de 286, um decréscimo de 4 (-1.4%).

## Geografia
De acordo com o United States Census Bureau tem uma área de
10,2 km², dos quais 10,2 km² cobertos por terra e 0,0 km² cobertos por água.

## Localidades na vizinhança
O diagrama seguinte representa as localidades num raio de 20 km ao redor de Dubberly.